# Les Jours et les nuits de China Blue
Pour les articles homonymes, voir Crime of Passion.
Pour plus de détails, voir Fiche technique et Distribution.
Les Jours et les nuits de China Blue (Crimes of Passion en version originale) est un film américain réalisé par Ken Russell, sorti en 1984. À noter que la bande sonore du film est de Rick Wakeman, il s'agit de leur deuxième collaboration ensemble, la première fut pour le film Lisztomania en 1975, dans lequel le claviériste avait fourni la musique et joué le personnage du dieu Thor. Pour ce film-ci, il a aussi un petit rôle, on peut l'apercevoir alors qu'il joue un photographe durant la cérémonie de mariage.

## Synopsis
Un jeune père de famille est engagé pour surveiller une styliste que son patron soupçonne de vendre ses modèles à la concurrence. Il découvre que, la nuit, la styliste se prostitue sous le pseudonyme de China Blue. Fasciné, il continue son espionnage.
Un client régulier des peep-shows, habillé en prêtre et armé d'une bible et d'un godemiché, harcèle China Blue à plusieurs reprises, clamant être son sauveur et rédempteur.
Le jour, alors qu'il était persuadé d'avoir une vie de couple heureuse, le jeune père de famille doit faire face à la déliquescence de son mariage.

## Fiche technique
- Titre : Les Jours et les nuits de China Blue
- Titre original : Crimes of Passion
- Réalisation : Ken Russell
- Scénario : Barry Sandler
- Producteurs : Donald P. Borchers (en), Barry Sandler et Larry A. Thompson
- Production New World Pictures, Planet Productions, China Blue Productions
- Distribution Orion Pictures (USA), 20th Century Fox (France)
- Photographie : Dick Bush
- Montage : Brian Tagg
- Musique : Rick Wakeman
- Décors : Christopher Amy, Gregory Melton
- Son : Craig Felburg
- Pays d'origine : États-Unis
- Format : Couleurs - 1,85:1 - Mono
- Genre : Drame, thriller
- Durée : 107 minutes
- Date de sortie : 1984

## Distribution
- Kathleen Turner  (VF : Anne Jolivet)  : Joanna Crane / China Blue
- Bruce Davison  (VF : Joël Martineau)  : Donny Hopper
- Anthony Perkins  (VF : Jean-Pierre Leroux)  : Révérend Peter Shayne
- John Laughlin (en)  (VF : Patrick Poivey)  : Bobby Grady
- Annie Potts  (VF : Marie-Christine Darah)  : Amy Grady
- Norman Burton : Lou Bateman
- Thomas Murphy  (VF : William Sabatier)  : Phil Chambers
- John G. Scanlon  (VF : Mario Santini)  : Carl
- Gordon Hunt : Leader du groupe
- Dan Gerrity : Membre du groupe #1
- Terry Hoyos : Membre du groupe #2
- Rick Wakeman : Un photographe lors de la cérémonie de mariage

## Distinctions
- LAFCA Award de la meilleure actrice pour Kathleen Turner au Los Angeles Film Critics Association Awards.